# 더블린 첨탑
더블린 첨탑(영어: Spire of Dublin, 아일랜드어: An Túr Solais)은 아일랜드 더블린 오코넬 거리에 있는 120 m 높이의 첨탑이다. 영국인 건축가 이안 리치가 설계했으며, 1966년에 넬슨 기념비를 폭파하고 2003년에 대신 만들어졌다. 아일랜드의 국내총생산이 영국을 앞지른 것을 상징하는 의미를 담고 있다.